# Maxillaria nigrescens
Maxillaria nigrescens är en orkidéart som beskrevs av John Lindley. Maxillaria nigrescens ingår i släktet Maxillaria och familjen orkidéer. Inga underarter finns listade i Catalogue of Life.